# Клде
Клде (груз. კლდე) — село в Грузии, на территории Ахалцихского муниципалитета края (мхаре) Самцхе-Джавахети.

## География
Село находится в южной части Грузии, на левом берегу реки Чвинта-Геле (левый приток Куры), на расстоянии приблизительно 2 километров (по прямой) к северо-востоку от города Ахалцихе, административного центра муниципалитета. Абсолютная высота — 1049 метров над уровнем моря.

## Население
По результатам официальной переписи населения 2014 года, в Клде проживало 768 человек (388 мужчины и 380 женщин). В национальной структуре населения грузины составляли 99 %, армяне — 0,8 %, русские — 0,1 %.
| Год  | Население, человек |
| ---- | ------------------ |
| 2002 | 939                |
| 2014 | ↘ 768              |